# ドラマ (アルバム)
『ドラマ』（Drama）は、イングランドのプログレッシブ・ロック・バンド、イエスが1980年に発表したアルバム。新作のスタジオ・アルバムとしては通算10作目で、ライブ・アルバムと編集アルバムを含めると通算12作目にあたる。20世紀に発表されたイエス名義のアルバムの中で、ジョン・アンダーソンがボーカルを担当していない唯一の作品である。

## 解説
イエスは前作『トーマト』（1978年）の制作段階から音楽もメンバーの関係も不調に陥り、1979年12月にアンダーソンとリック・ウェイクマンが脱退した。残されたクリス・スクワイア、アラン・ホワイト、スティーヴ・ハウは、マネージャーのブライアン・レーンが契約していたバグルスのトレヴァー・ホーンとジェフ・ダウンズを迎えて、1980年8月に本作を発表した。
彼等は引き続いてツアーを行なったが、アンダーソンの脱退で生まれた穴をホーンが埋めるのは困難だった。結局、彼等は翌1981年に活動を停止してホーンとダウンズはバグルスの活動を再開したので、本作はこの5人が制作した唯一のアルバムとなった。
ホーンは1981年に、本作に収録された「レンズの中へ」を改作した「アイ・アム・ア・カメラ」をバグルス名義で発表し、1982年に発表したアルバム『モダン・レコーディングの冒険』に収録した。スクワイアとホワイトは1983年に活動を再開したイエスのライブで、本作の「光陰矢の如し」をフィーチャーした「ホワイトフィッシュ」というソロを演奏した。
本作の収録曲の候補だったハウ作の「ゴー・スルー・ディス」とダウンズとホーンの共作「ウィー・キャン・フライ・フロム・ヒア」は制作の段階でお蔵入りとなって未収録に終わったが、本作発表後のツアーでは披露された。後者は2011年に、スクワイア、ホワイト、ハウ、ダウンズ、ベノワ・ディヴィッドを擁するイエスがホーンをプロデューサーに迎えて発表したアルバム『フライ・フロム・ヒア』に、20分を超える大作のタイトル曲として収録された。

## 収録曲
| 全作詞・作曲: Geoff Downes, Trevor Horn, Steve Howe, Chris Squire, Alan White。 |                                           |                                                                     |                                                                     |       |
| #                                                                               | タイトル                                  | 作詞                                                                | 作曲・編曲                                                          | 時間  |
| 1.                                                                              | 「マシーン・メシア - "Machine Messiah"」  | Geoff Downes , Trevor Horn , Steve Howe , Chris Squire , Alan White | Geoff Downes , Trevor Horn , Steve Howe , Chris Squire , Alan White | 10:27 |
| 2.                                                                              | 「白い車 - "White Car"」                  | Geoff Downes , Trevor Horn , Steve Howe , Chris Squire , Alan White | Geoff Downes , Trevor Horn , Steve Howe , Chris Squire , Alan White | 1:21  |
| 3.                                                                              | 「夢の出来事 - "Does It Really Happen?"」 | Geoff Downes , Trevor Horn , Steve Howe , Chris Squire , Alan White | Geoff Downes , Trevor Horn , Steve Howe , Chris Squire , Alan White | 6:35  |
| 4.                                                                              | 「レンズの中へ - "Into The Lens"」        | Geoff Downes , Trevor Horn , Steve Howe , Chris Squire , Alan White | Geoff Downes , Trevor Horn , Steve Howe , Chris Squire , Alan White | 8:33  |
| 5.                                                                              | 「光を越えて - "Run Through The Light"」  | Geoff Downes , Trevor Horn , Steve Howe , Chris Squire , Alan White | Geoff Downes , Trevor Horn , Steve Howe , Chris Squire , Alan White | 4:43  |
| 6.                                                                              | 「光陰矢の如し - "Tempus Fugit"」         | Geoff Downes , Trevor Horn , Steve Howe , Chris Squire , Alan White | Geoff Downes , Trevor Horn , Steve Howe , Chris Squire , Alan White | 5:15  |
| 合計時間:                                                                       | 合計時間:                                 | 36:55                                                               |                                                                     |       |

### リマスター盤
2004年にCDのリマスター盤が発売された。音質の向上が図られている他、以下のボーナス・トラックが追加収録されている。
| #   | タイトル | 作詞 | 作曲・編曲 | 備考 | 時間 |
| --- | --- | ---- | ---------- | --- | ---- |
| 7.  | 「レンズの中へ（アイ・アム・ア・カメラ）（シングル・ヴァージョン） - "Into The Lens (I Am A Camera)" (Single Version)」 |      |            | | 3:47 |
| 8.  | 「光を越えて（シングル・ヴァージョン） - "Run Through The Light" (Single Version)」                                     |      |            | | 4:31 |
| 9.  | 「ゴー・スルー・ディス - "Have We Really Got To Go Through This"」                                                      |      |            | 当時のライブでのみ披露された楽曲のデモで、クリス、スティーヴ、アランの3人による演奏。 | 3:43 |
| 10. | 「ソング・No.4 - "Song No.4 (Satellite)"」                                                                              |      |            | | 7:31 |
| 11. | 「光陰矢の如し（トラッキング・セッション） - "Tempus Fugit" (Tracking Session)」                                        |      |            | | 5:39 |
| 12. | 「白い車（トラッキング・セッション） - "White Car" (Tracking Session)」                                                 |      |            | | 1:11 |
| 13. | 「ダンシング・スルー・ザ・ライト - "Dancing Through The Light"」                                                        |      |            | 1979年にジョン・アンダーソン、スティーヴ・ハウ、クリス・スクワイア、リック・ウェイクマン、アラン・ホワイトの黄金期メンバーで演奏されたパリス・セッションの音源。当楽曲は「光を越えて」の原型となった。 | 3:16 |
| 14. | 「ゴールデン・エイジ - "Golden Age"」                                                                                   |      |            | 同じくパリス・セッションの音源。 | 5:57 |
| 15. | 「イン・ザ・タワー - "In The Tower"」                                                                                   |      |            | 同じくパリス・セッションの音源。 | 2:54 |
| 16. | 「フレンド・オブ・ア・フレンド - "Friend Of A Friend"」                                                                 |      |            | 同じくパリス・セッションの音源。 | 3:38 |

## レコーディング・メンバー
- ジェフ・ダウンズ – キーボード、ヴォコーダー
- トレヴァー・ホーン – リードヴォーカル、フレットレスベース（「光を超えて」のみ）
- スティーヴ・ハウ – ギター、バッキングヴォーカル
- クリス・スクワイア – ベース、バッキングヴォーカル、ピアノ（「光を超えて」のみ）
- アラン・ホワイト – ドラムス、パーカッション